# Изотопия
Изотопия — это гомотопия {\displaystyle f_{t}:X\to Y,t\in [0,1]}, для которой при любом {\displaystyle t} отображение {\displaystyle f_{t}} является гомеоморфизмом {\displaystyle X} на {\displaystyle f(X)\subset Y}.

## Определение
Изотопия многообразия {\displaystyle M} — гладкое отображение {\displaystyle f:[0,1]\times M\to M} такое, что каждое {\displaystyle f_{t}:M\to M} является диффеоморфизмом, где {\displaystyle f_{t}(x)=f(t,x)} и {\displaystyle f_{t}} не зависит от {\displaystyle t} в некоторых окрестностях 0 и 1 ({\displaystyle f_{t}} — тождественное отображение).
Изотопия {\displaystyle f} называется эквивариантной, если оно коммутирует с действием группы.
Точнее если {\displaystyle f^{G}=M,} где {\displaystyle f^{G}=\{x\in M\,|\,f_{t}(gx)=gf_{t}(x)\quad \forall t\in I\,\And \,g\in G\}.}
Предполагается, что группа {\displaystyle G} гладко действует на {\displaystyle M}.
Множество {\displaystyle f^{G}} является замкнутым инвариантным подпространством многообразия {\displaystyle M} (подпространством эквивариантности изотопии {\displaystyle f}).

## Связанные определения
- Накрывающей (или объемлющей) изотопией для изотопии {\displaystyle f_{t}:X\to Y} называется изотопия пространства {\displaystyle F_{t}:Y\to Y} такая, что {\displaystyle F_{t}|_{X}\equiv f_{t}}
- Два вложения {\displaystyle f_{0},f_{1}:X\to Y} называются изотопными если существует накрывающая изотопия {\displaystyle F_{t}:Y\to Y}, для которой {\displaystyle F_{0}=id,F_{1}(f_{0}(X))=f_{1}(X)}.
- Пространства {\displaystyle X} и {\displaystyle Y} называются изотопически эквивалентными или пространствами одного и того же изотопического типа, если существуют вложения {\displaystyle f:X\to Y,\ g:Y\to X} такие, что композиции {\displaystyle g\circ f:X\to X} и {\displaystyle f\circ g:Y\to Y} изотопны тождественным отображениям.
  - Если пространства гомеоморфны, то они изотопически эквивалентны, однако есть негомеоморфные пространства одного изотопического типа, например {\displaystyle n}-мерный шар и такой же шар с приклеенным к его поверхности (одним своим концом) отрезком.
  - Любой гомотопический инвариант является изотопическим инвариантом, но существуют изотопические инварианты, например размерность, не являющиеся гомотопическими.

## Свойства
- Изотопия является отношением эквивалентности.
- Гладкая изотопия всегда продолжается до гладкой накрывающей изотопии
- Существуют диффеоморфизмы сферы {\displaystyle S^{n}} на себя, неизотопные тождественному, этот факт связан с существованием нетривиальных дифференциальных структур на сферах размерности {\displaystyle n+1}.